# سنايبر: غوست واريور
سنايبر: غوست واريور أي قنّاص: شبح المُحارب ؛ هي عبارة عن سلسلة من ألعاب فيديو ذو طابع تسللُي تكتيكي، طوّرت ونُشِرت بواسطة سي آي غيمز .

## الألعاب

### سنايبر: آرت أوف فكتوري (2008)
تم إصدار اللعبة الأولى من السلسلة في 13 يونيو 2008 ، لكن الجودة الرديئة للعبة أدت إلى مراجعات سلبية.

### سنايبر: غوست واريور (2010)
تم إصدار تكملة بعنوان سنايبر: غوست واريور في 29 يونيو 2010 لنظام التشغيل مايكروسوفت ويندوز وإكس بوكس 360 وبلاي ستيشن 3.

### سنايبر: غوست واريور 2 (2013)

غلاف " قنّاص: شبح المُحارب 2 "

تحو "ل التطور الثالث للسلسلة من كروم إنجن إلى كراي إنجن . كان متاحًا في 12 مارس 2013 لأنظمة مايكروسوفت ويندوز وإكس بوكس 360 وبلاي ستيشن 3.

### سنايبر: غوست واريور 3 (2017)
تم الإعلان عن سنايبر: غوست واريور 3 في 16 ديسمبر 2014 وتلقت أول لعبة لها خلال E3 2015 . كانت اللعبة تهدف إلى بيع إنتاج AAA ،  وفي النهاية بيعت أكثر من مليون نسخة عبر مايكروسوفت ويندوز وإكس بوكس 360 وبلاي ستيشن 4.

### سنايبر غوست واريور كونتراكتس (2019)
أعلنت سي آي غيمز عن سنايبر غوست واريور كونتراكتس في أغسطس 2018. يستخدم أسلوب اللعب القائم على المهمة بدلاً من تنسيق العالم المفتوح من الإصدار الثالث. تم إصداره في 22 نوفمبر 2019.

### سنايبر غوست واريور كونتراكتس 2 (2021)
تم تأكيد إطلاق سنايبر غوست واريور كونتراكتس 2 في خريف 2020 لأنظمة مايكروسوفت ويندوز وإكس بوكس ون وبلاي ستيشن 4 وبلاي ستيشن 5 وإكس بوكس ون وإكس بوكس سيريس X / S ،  ولكن تم تأجيلها إلى 4 يونيو 2021.

## الاستقبال
| لعبة                           | ميتاكريتيك                                          |
| ------------------------------ | --------------------------------------------------- |
| سنايبر: آرت أوف فكتوري         | (PC) 36/100                                         |
| سنايبر: غوست واريور            | (PC) 55/100 (PS3) 53/100 (X360) 45/100              |
| سنايبر: غوست واريور 2          | (PC) 52/100 (PS3) 52/100 (X360) 52/100              |
| سنايبر: غوست واريور 3          | (PC) 59/100 (PS4) 55/100 (XONE) 57/100              |
| سنايبر غوست واريور كونتراكتس   | (PC) 71/100 (PS4) 65/100 (XONE) 67/100              |
| سنايبر غوست واريور كونتراكتس 2 | (PC) 73/100 (PS4) 68/100 (PS5) 81/100 (XSXS) 74/100 |

### مبيعات
في يناير 2021 ، أكد الرئيس التنفيذي لشركة سي آي غيمز ماريك تيمينسكي أن سلسلة سنايبر: غوست واريور قد باعت أكثر من 11 مليون نسخة.

## جدول الألعاب
| اللعبة                         | المنصات                          | سنة الإصدار |
| ------------------------------ | -------------------------------- | ----------- |
| سنايبر: آرت أوف فكتوري         | Windows                          | 2008        |
| سنايبر: غوست واريور            | Windows, PlayStation 3, Xbox 360 | 2010        |
| سنايبر: غوست واريور 2          | Windows, PlayStation 3, Xbox 360 | 2013        |
| سنايبر: غوست واريور 3          | Windows, PlayStation 4, Xbox One | 2017        |
| سنايبر غوست واريور كونتراكتس   | Windows, PlayStation 4, Xbox One | 2019        |
| سنايبر غوست واريور كونتراكتس 2 | Windows, PlayStation 4, Xbox One | 2021        |

## روابط خارجية
- سنايبر: غوست واريور على موبي غيمز